# Kumano (Schiff, 1937)
Die Kumano (japanisch 熊野) war ein Kreuzer der Mogami-Klasse der Kaiserlich Japanischen Marine. Das Schiff wurde benannt nach dem Fluss Kumano in der Präfektur Wakayama. Das Schiff wurde im Pazifikkrieg eingesetzt, bevor es am 25. November 1944 von amerikanischen Flugzeugen versenkt wurde.

## Planung und Bau
Die Kumano wurde drei Jahre nach ihrer Kiellegung in Kōbe im Oktober 1937 in Dienst gestellt. Die Hauptbewaffnung bestand, wie bei ihren Schwesterschiffen, aus 15 15,5-cm-L/60-Jahr-3-Geschützen in fünf Drillingstürmen. Der Grund für diese Art der Bewaffnung war, dass der Kreuzer so im Sinne internationaler Flottenverträge als Leichter Kreuzer galt.
Als sich die Vorzeichen für einen Krieg zu verdichten begannen, kündigte Japan das Flottenabkommen auf und so konnte die Kumano, wie die übrigen Schiffe der Mogami-Klasse, in den Jahren 1939 und 1940 mit 20,3 cm L/50 in fünf Doppeltürmen ausgerüstet werden. Mit dem Beginn des Pazifikkrieges wurden alle Kreuzer dieser Klasse, so auch die Kumano, zu Schweren Kreuzern umklassifiziert.

## Modernisierungen
Die Kumano wurde während ihrer Dienstzeit mehrfach aufgerüstet. Bereits 1942 wurde sie mit einem Typ-21-Radar ausgerüstet. Sie erhielt bei Reparaturarbeiten 1944 zusätzlich ein Typ-13-Radar zur Suche nach Luftzielen und ein Typ-22-Radar zur Suche nach Oberflächenzielen.
25-mm-Flugabwehrkanonen wurden mehrfach nachgerüstet und ersetzten zum Teil vorher installierte Maschinengewehre. 50 Rohre, verteilt auf Drillings- und Doppellafetten und einzelne 25-mm-Waffen bildeten ihre endgültige Ausstattung.

## Einsätze

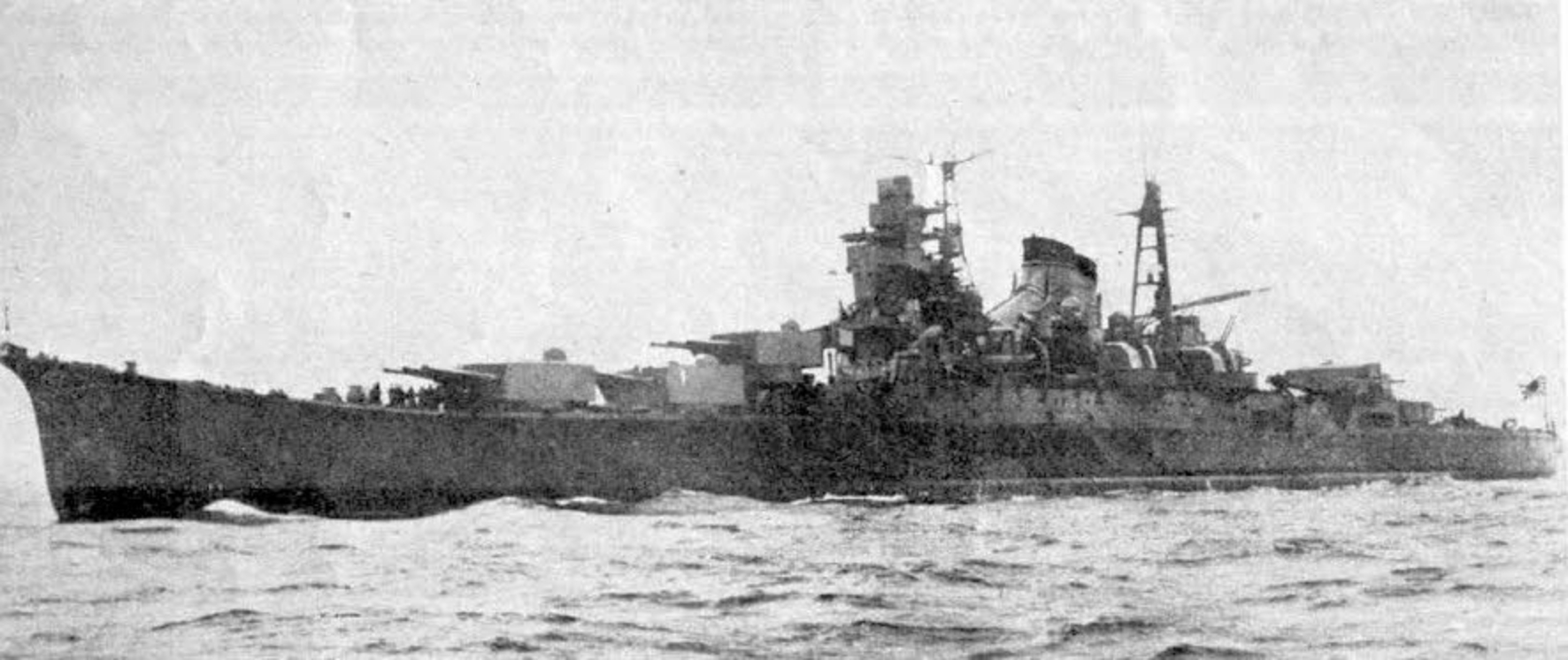
Die Kumano, noch mit 15,5-cm-Drillingstürmen

Die Kumano war im Pazifikkrieg eingesetzt. Sie nahm 1941 an der japanischen Invasion von Malaysia teil, eines ihrer Aichi-E13A-Aufklärungsflugzeuge ging Anfang Dezember 1941 bei der Beschattung der Force Z verloren.
Sie war einer der Kreuzer, die im April 1942 an der Attacke im Indischen Ozean beteiligt waren. Dabei hatte sie Anteil an der Versenkung mehrerer Frachtschiffe.
Während der Schlacht um Midway im Juni 1942 wurde die Kreuzerdivision, welche die Midwayinseln bombardieren sollte und zu der auch die Kumano gehörte, von amerikanischen Flugzeugen angegriffen. Während die Mikuma versenkt wurde und die Mogami schwere Schäden davontrug, entkamen die Kumano und ihr Schwesterschiff Suzuya unbeschädigt.
Am 18. Juli 1943 wurde sie nach dem Verlassen von Rabaul im Einsatz als Begleitschutz für einen Truppentransport durch den Nahtreffer einer Fliegerbombe beschädigt, die ein von Guadalcanal gestarteter Grumman-TBF-Bomber abgeworfen hatte.
Im Februar 1944 war sie an der Evakuierung von Truk beteiligt.

### Leyte Golf

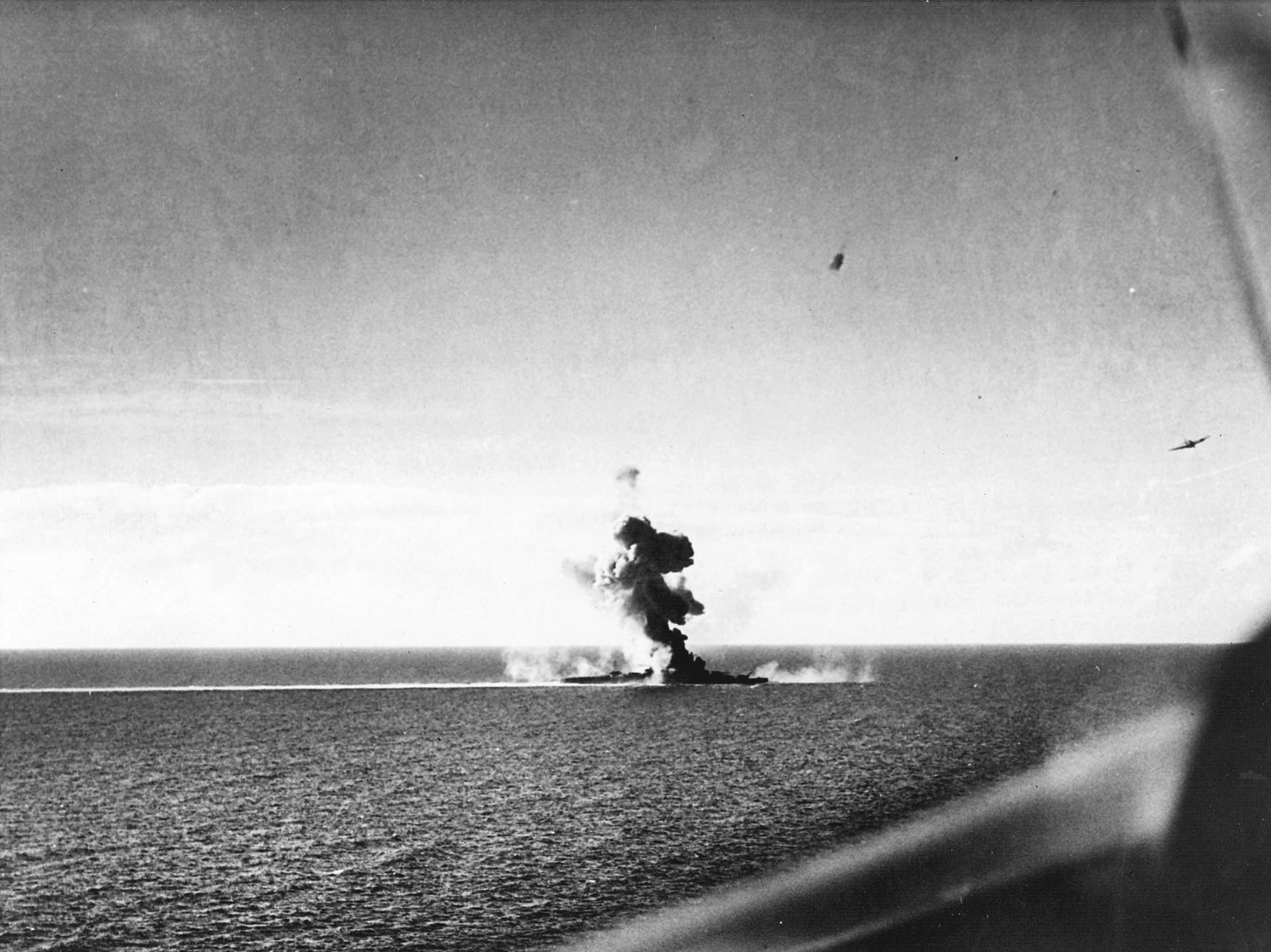
Amerikanische Trägerflugzeuge haben am 26. Oktober die am Vortag schwer beschädigte Kumano gestellt und ihr durch Bombentreffer weitere Schäden zugefügt.

In der Schlacht von Leyte durchquerte die Kumano als Teil von Vizeadmiral Kuritas Flotte die Sibuyan-See, um durch die San-Bernardino-Straße zur amerikanischen Landungsflotte durchzubrechen. Vor der Insel Samar trafen die japanischen Kampfgruppen schließlich auf Taffy 3, die einzige Deckungsgruppe, die den amerikanischen Transportern vor der philippinischen Küste geblieben war, nachdem Admiral Halsey ihnen die kampfstarke Task Force 38 zur Jagd auf eine japanische Köderflotte entzogen hatte.
Die 7. Kreuzerdivision, zu der auch die Kumano gehörte, eröffnete um 7:10 Uhr das Feuer auf die leichten Flugzeugträger und ging unter voller Fahrt zum Angriff über. Zehn Minuten später brach die USS Johnston aus einer Nebelbank hervor und schoss aus rund 9000 Metern Entfernung einen Torpedofächer auf den Verband ab. Der letzte Torpedo des Fächers traf den Bug der Kumano und riss ein Loch in die Spitze des Schiffs. Dieser Schaden sorgte dafür, dass die Stabilität des Vorschiffs nicht mehr gegeben war und der vordere Teil bis zum Ankerspill dem Druck des Wassers, das der Kreuzer mit hoher Fahrt durchschnitt, nicht mehr standhielt, zunächst einbrach und sich dann abknickte.
Mit nur 10 Knoten musste sich das Schiff aus der Schlacht am 25. Oktober 1944 zurückziehen und begab sich auf den Weg nach Manila. Einen Tag später wurde es von amerikanischen Trägerflugzeugen in der Sibuyan-See angegriffen, die drei Treffer mit 500-kg-Bomben erzielten. Ein Kesselraum lief nach einem Nahtreffer voll, zwei Flugabwehrgeschütze und das Radar wurden durch eine Bombe beschädigt, die an Deck nahe der Brücke explodierte, und zwei Treffer zerstörten mittschiffs die Zuleitungen zu weiteren Kesselräumen und beschädigten eine der Turbinen des Kreuzers schwer. Damit waren 87 % der verfügbaren Kesselkapazität ausgefallen und das Schiff blieb gestoppt liegen. 55 Seeleute waren gefallen, 99 wurden verwundet. Schadenskontrollmannschaften setzten einen Kessel wieder in Betrieb und das Schiff lief zunächst mit 2, später mit 10 Knoten nach Manila.
Nach Notreparaturen verließ die Kumano den Hafen am 5. November mit einem provisorisch reparierten Bug und mit einer Spitzengeschwindigkeit von 15 Knoten.

### Untergang
In der Nacht vom 5. auf den 6. November 1944 schlossen sich die beiden notdürftig reparierten Schweren Kreuzer Kumano und Aoba dem Konvoi MATA-31 an, der aus sechs Frachtschiffen, zwei Vorpostenbooten und fünf U-Jagdbooten bestand und nach Formosa laufen sollte.
Am Morgen des 6. November wurde der Konvoi von einem Rudel aus vier US-U-Booten gestellt, die den Frachter Kaga Maru versenkten und die Kumano angriffen. Von 26 verschossenen Torpedos konnte der Kommandant der Kumano 24 ausmanövrieren, zwei trafen den Kreuzer jedoch. Einer explodierte am Vorschiff auf Höhe der Brücke, der andere traf mittschiffs und verursachte die Flutung des Steuerbord-Maschinenraums. Fortschreitende Flutungen setzten auch die anderen Maschinenräume unter Wasser. Die Schiffssicherungstrupps brachten die Wassereinbrüche schließlich unter Kontrolle, mussten die Maschinenräume aber abschotten und der Kreuzer blieb gestoppt liegen.
Die Kumano musste von einem Frachter mit nur 2 Knoten Fahrt in die Bucht von Dasol eingeschleppt werden. Tage später wurde sie nach Santa Cruz auf Luzon verlegt, um dort repariert zu werden.
Vor dem Abschluss der Arbeiten wurde sie am 25. November von Trägerflugzeugen der Ticonderoga angegriffen. Nach fünf Torpedotreffern an Backbord und vier Treffern von 227-kg-Bomben kenterte die Kumano. Das Schiff drehte sich und hielt sich noch für einige Minuten über Wasser, bevor es sank. 595 Seeleute konnten sich retten, 441, unter ihnen der Kommandant Soichiro Hitomi, kamen um.

## Wrack
Das Wrack der Kumano wurde von einem US-Bergungsteam noch im Krieg aufgespürt und untersucht. Der Untergangsort des Schiffs liegt bei den Koordinaten 15° 45′ N, 119° 48′ O, das Wrack liegt kieloben und steckt mit den Aufbauten zum Teil im schlammigen Grund.

## Liste der Kommandanten
| Nr. | Name                                 | Beginn der Amtszeit | Ende der Amtszeit | Bemerkungen                                                                               |
| --- | ------------------------------------ | ------------------- | ----------------- | ----------------------------------------------------------------------------------------- |
| -   | Kapitän zur See Suga Hikojiro        | 1. Dezember 1936    | 31. Oktober 1937  | mit der Baubelehrung betraut                                                              |
| 1.  | Kapitän zur See Nishimura Shōji      | 31. Oktober 1937    | 15. Dezember 1938 | seit 15. November 1938 als Kommandant der Hyūga mit der Wahrnehmung der Geschäfte betraut |
| 2.  | Kapitän zur See Yatsushiro Sukeyoshi | 18. Mai 1939        | 15. November 1939 |                                                                                           |
| 3.  | Kapitän zur See Arima Kaoru          | 15. November 1939   | 15. Oktober 1940  |                                                                                           |
| 4.  | Kapitän zur See Obata Chozaemon      | 15. Oktober 1940    | 24. Mai 1941      |                                                                                           |
| 5.  | Kapitän zur See Tanaka Kikumatsu     | 24. Mai 1941        | 17. Februar 1943  |                                                                                           |
| 6.  | Kapitän zur See Fujita Toshizo       | 17. Februar 1943    | 29. März 1944     |                                                                                           |
| 7.  | Kapitän zur See Hitomi Soichiro      | 29. März 1944       | 25. November 1944 | mit dem Schiff untergegangen                                                              |

## Belege und Verweise

### Bemerkungen
1. ↑  für Dezember 1939 nach Japanese Cruisers of the Pacific War, S. 452